# Samuel Moore (traducteur du Capital)
Pour les articles homonymes, voir Samuel Moore et Moore.
Samuel Moore (1er décembre 1838, Bamford, Angleterre  – 20 juillet 1911) est un avocat anglais et un administrateur colonial, surtout connu pour avoir été le premier à traduire en anglais le Capital de Marx, et l'auteur de la seule traduction autorisée du Manifeste communiste, scrupuleusement vérifiée par Friedrich Engels, qui lui fournit des notes de bas de page,,,.
Moore est pendant des années un ami de Marx et Engels et leur conseiller dans le domaine des mathématiques.